# 威廉大桥

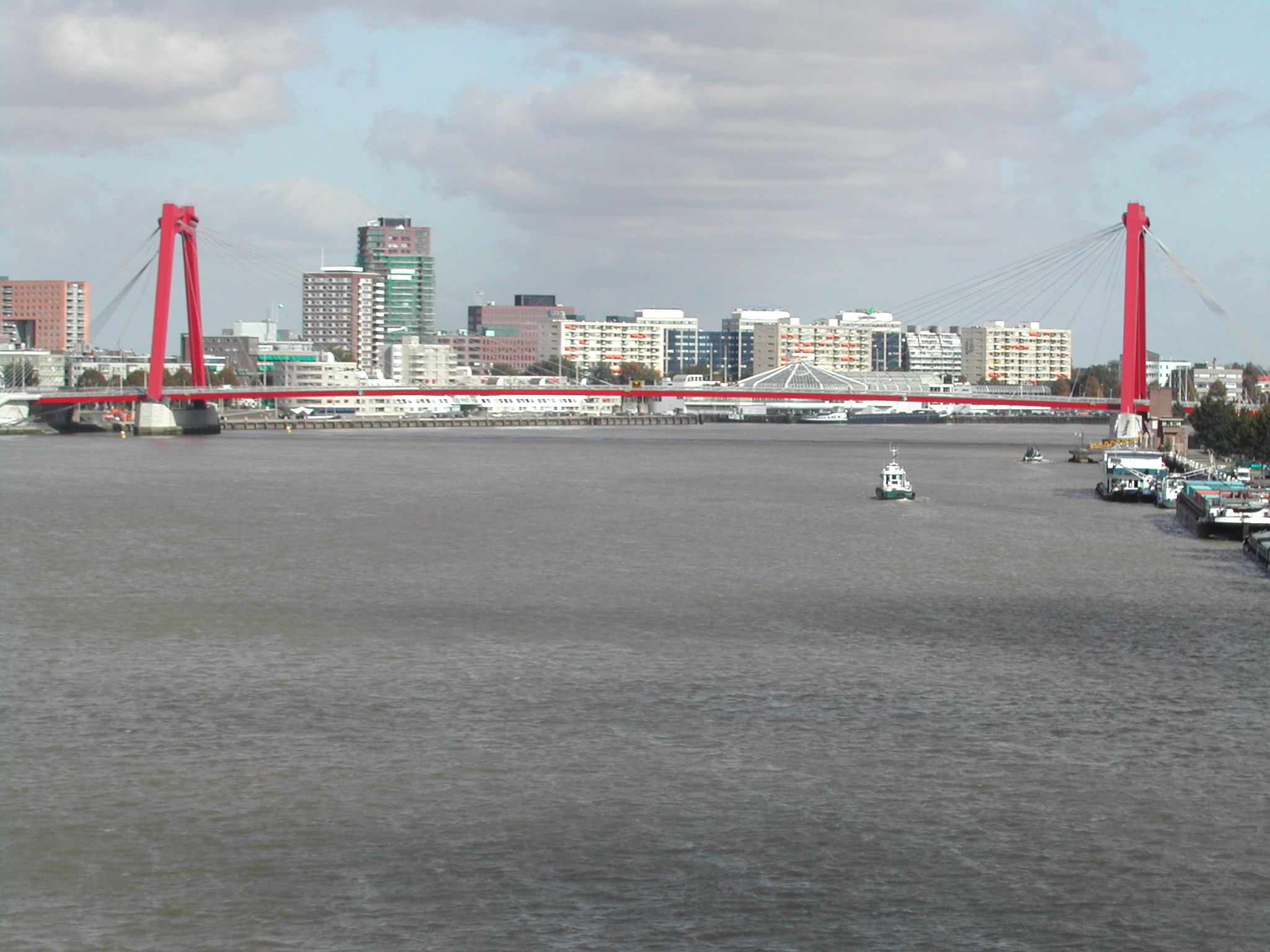
从伊拉斯謨橋看威廉大桥

威廉大桥（荷蘭語：Willemsbrug）是位于荷兰鹿特丹中部的一座斜拉橋，又称红桥，跨过新马斯河，邻近下游的伊拉斯謨橋。威廉大桥以纪念荷兰国王威廉三世命名，全长318米，以其红色的涂装与下游的淡蓝色的伊拉斯謨橋交相辉映。 